# توس (درخت)
توس یا غان (نام علمی: Betula بِتولا) سرده‌ای از درختان برگریز و سخت‌چوب است که در خانواده توسکایان قرار دارد و خویشاوندی نزدیکی با سرده درختان راش/بلوط دارد. بیشتر گونه‌های توس درختانی با اندازه کوچک یا متوسط با عمر کوتاه و بومی قسمت‌های معتدل و زیرقطبی نیم‌کره شمالی هستند.
برگهای ساده می‌تواند دندانه‌دار و یا نوک‌دار باشند. میوه آن نوعی سمارای کوچک است، اگر چه شاخه‌ها در برخی از گونه‌های مبهم هستند. آنها با آلدر، (توسکا، گونهٔ دیگری در همان خانواده) فرق دارند.

## ویژگی‌های ظاهری
درخت بزرگی است با شاخه‌هایی نسبتاً آویزان و قهوه‌ای رنگ، پوست تنه آن سفیدرنگ و در قسمت پایین کرک‌دار است. برگ‌های آن دمبرگ‌های بلندی دارند که در آغاز چسبنده‌اند و روی شاخه‌ها به طور متناوب قرار گرفته‌اند. این درخت یک پایه است، به این معنا که گل‌های نر و ماده جدا از هم ولی روی یک پایه قرار دارند. میوه آن بالدار است.
این درخت در اروپا و آسیا در جنگل ها،بیشه‌زارهای روشن و در معابر می‌روید.

## کاربرد دارویی
از دوران قدیم برگ‌های آن را برای درمان بیماری‌های سیستم ادرار و روماتیسم به کار می برده‌اند.
برگ‌های آن را حدود ۲ ماه پس از روییدن می چینند و در سایه یا در خشک کن با حداکثر ۴۰ درجه سانتیگراد حرارت خشک می کنند. داروی به‌دست آمده محتوی ساپونین، تانن، اسانس های روغنی، زرین و مواد ضدعفونی کننده گیاهی است. این گیاه معطر و تلخ‌مزه است. مواد موجود در آن دارای اثر مدر و ضدعفونی کننده هستند و مصرف آن‌ها آسیبی به کلیه‌ها نمی‌زند و به همین سبب یکی از عناصر اصلی جوشانده‌های کلیوی است که برای درمان ناراحتی‌های مجاری ادرار، مثانه و سنگ کلیه به کار می روند.این گیاه خصوصاً وقتی که همراه با گل زیزفون مصرف شود معرق است. برای دم کرده آن یک تا دو قاشق از برگ خردشده آن را در فنجانی آب با مقدار کمی بی کربنات سود مخلوط نموده، دو فنجان در روز می آشامند. برای مصارف خارجی برگ درخت غان به عنوان گیاهی طراوت‌بخش در حمام‌ها استفاده می‌شود و در درمان روماتیسم نیز مؤثر است. از طریق تقطیر آن قطران این گیاه به دست می‌آید که اغلب در درمان ناراحتی‌های پوستی به کار می رود.

## نگارخانه

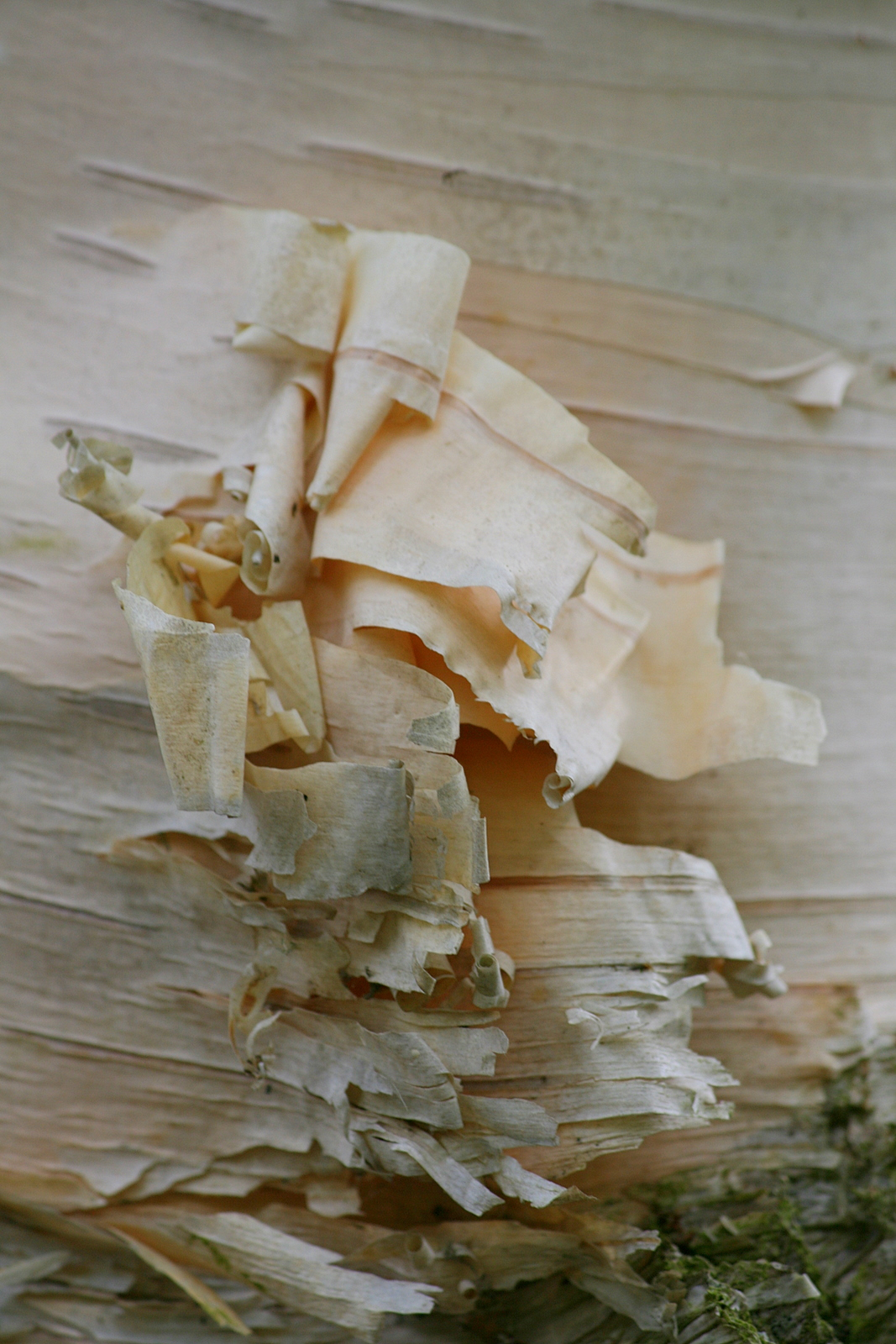
پوست درخت توس به راحتی کنده می‌شود
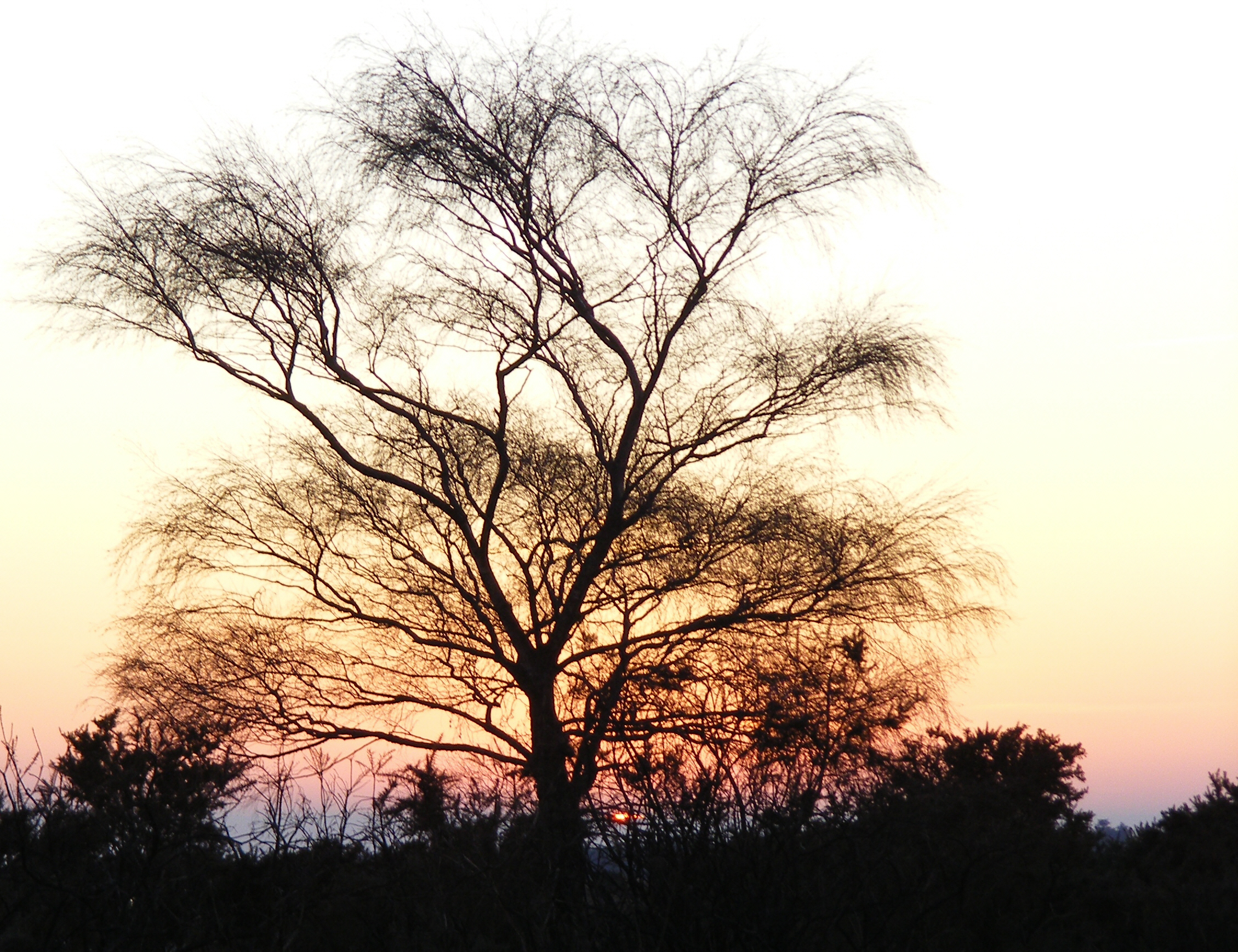
توس بلندی در یک غروب در نیو فورست
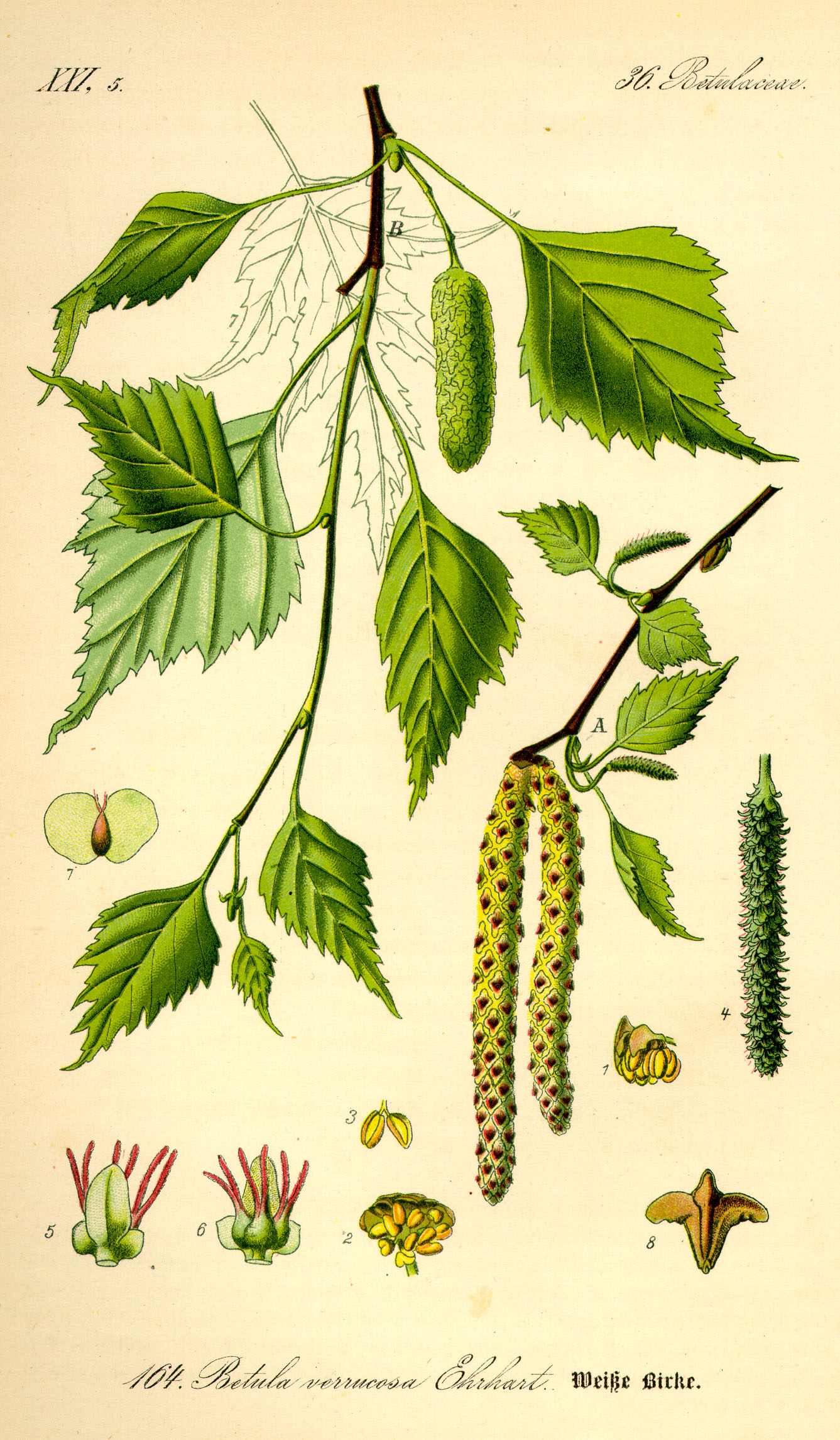
اجزای مختلف درخت توس
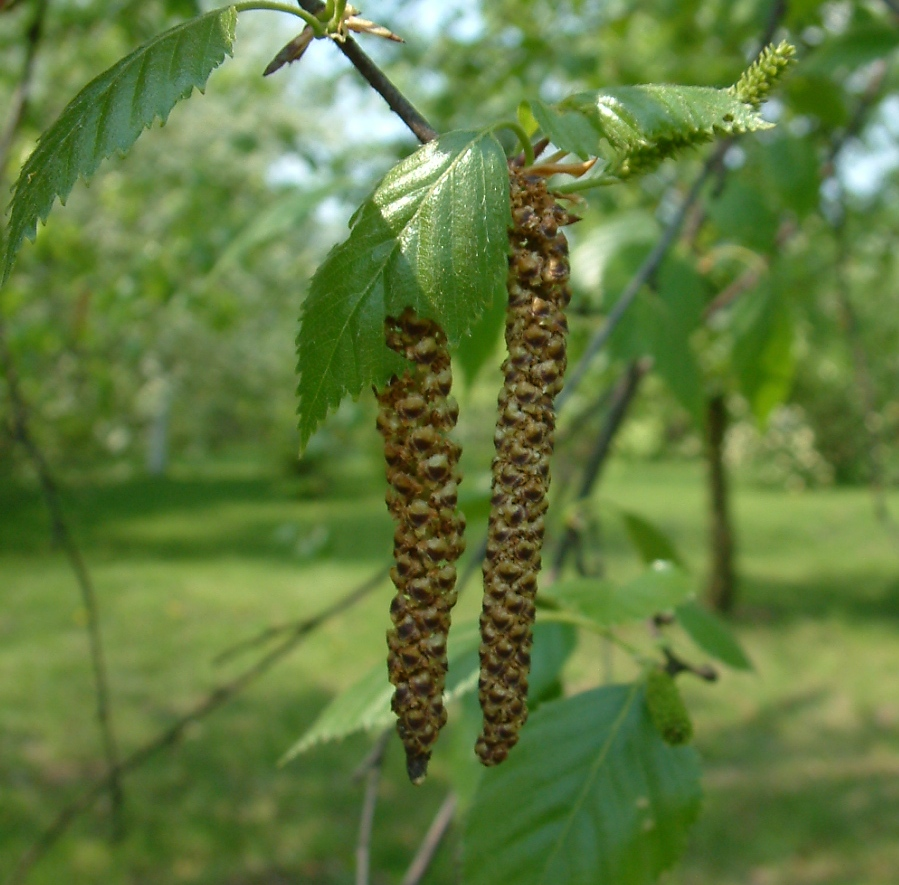
گلهای درخت توس هیمالیایی (Betula utilis)
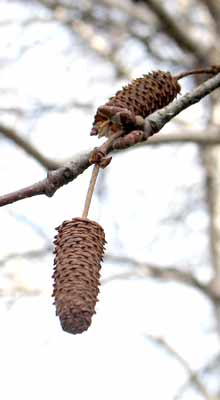
میوه‌ی رسیده‌ی نوعی درخت توس (Betula populifolia)
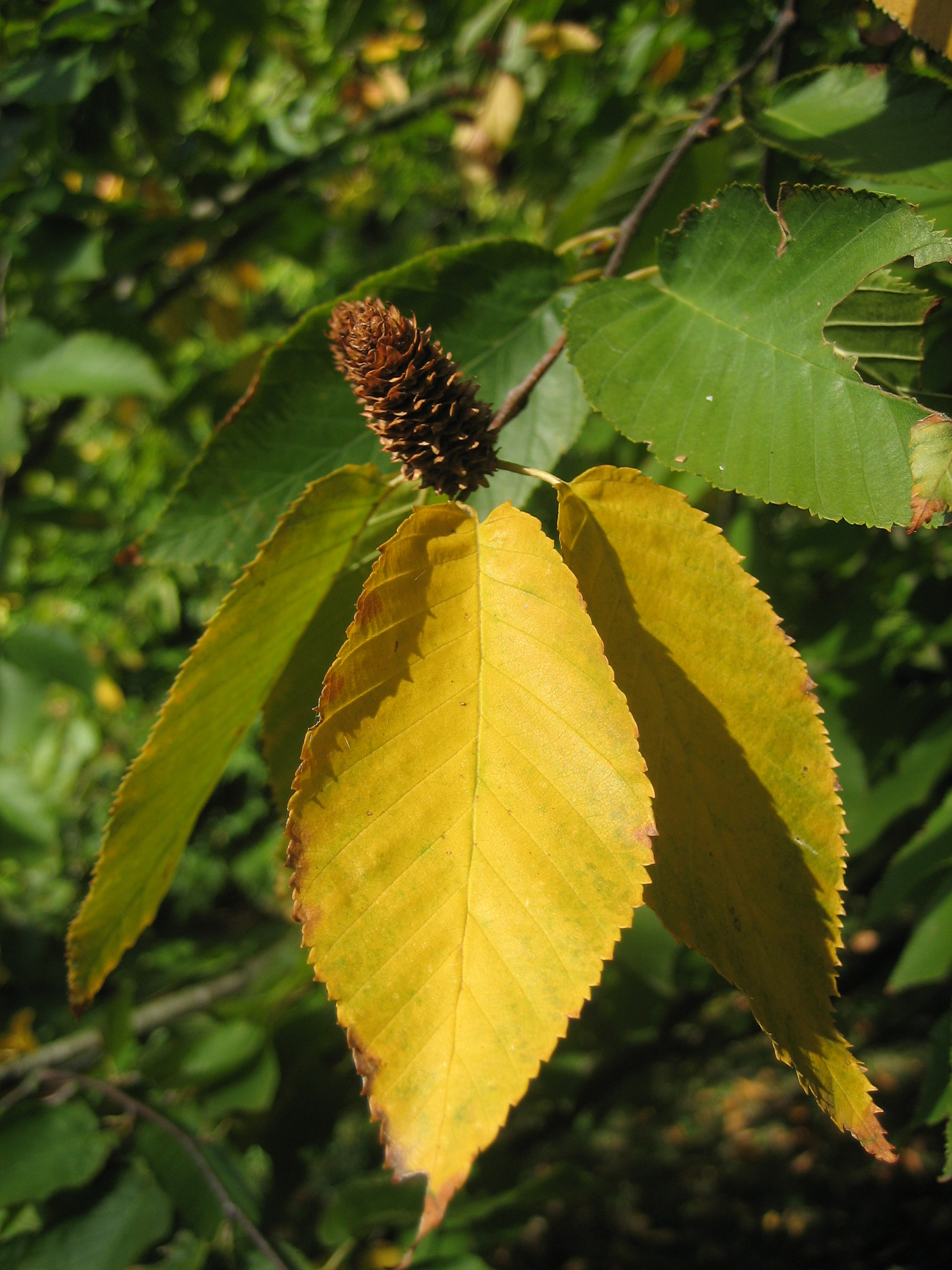
میوه‌ی رسیده‌ی نوعی درخت توس (Betula lenta)
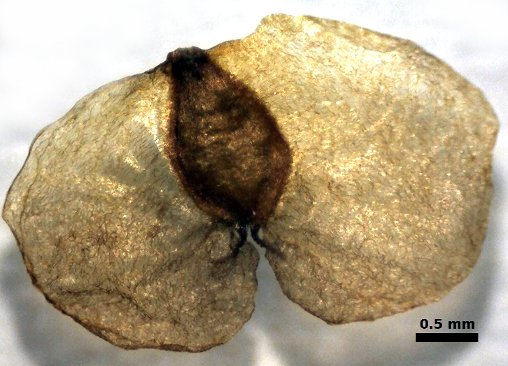
دانه‌های بالدار درخت توس. بال‌های کوچک باعث می‌شود دانه‌ی درخت توس به راحتی سوار بر باد جابه‌جا شود